# 일광 절약 시간제

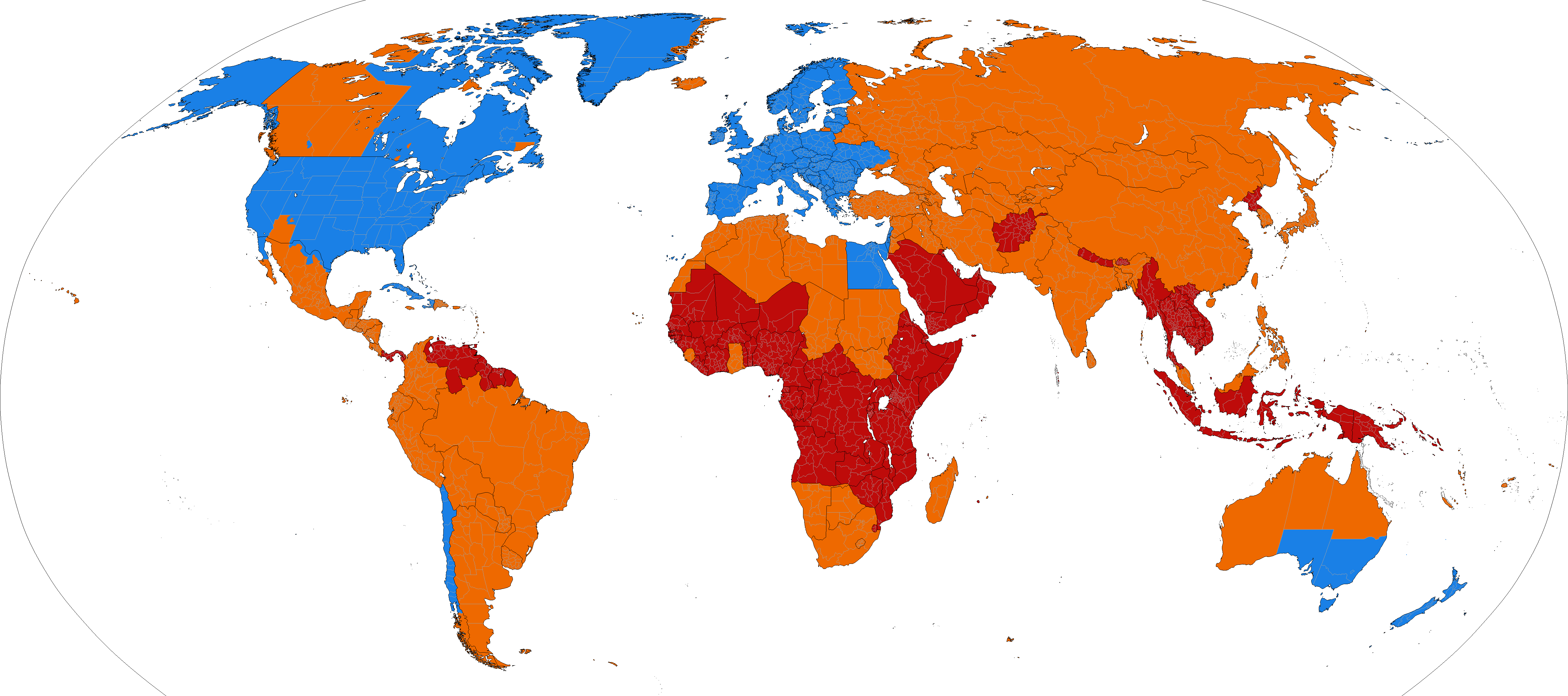
일광 절약 시간제를 사용하는 지역
일광 절약 시간제를 시행했던 적이 있으나 현재는 사용하지 않는 지역
일광 절약 시간제를 한 번도 시행한 적이 없는 지역

일광 절약 시간제(日光節約時間制, 미국 영어: daylight saving time, DST) 또는 서머 타임(영국 영어: summer time)은 하절기에 표준시를 원래 시간보다 한 시간 앞당긴 시간을 쓰는 것을 말한다. 즉, 0시에 일광 절약 시간제를 실시하면 1시로 시간을 조정해야 하는 것이다. 실제 낮 시간과 사람들이 활동하는 낮 시간 사이의 격차를 줄이기 위해 사용한다. 여름에는 일조 시간이 길므로 활동을 보다 일찍 시작하여 저녁 때 직장이나 학교에서 이렇게 '절약된 낮 시간'을 더 밝은 상태에서 오후에 활동할 수 있게 하는 효과가 있으며, 또한 직장이나 학교에서의 조명과 연료 등의 절감 효과를 기대할 수 있기 때문이다. 온대 지역에서는 계절에 따른 일조량의 차이가 크므로 일광 절약 시간제는 보통 온대 지역에서 시행된다.
여러 정부는 일광 절약 시간제를 특히 낮시간의 효율적인 사용을 통한 에너지 절약의 효과를 앞세우며 홍보한다. '깨어 있는 시간'을 조절함으로써 전기 조명의 사용을 절약할 수 있다는 것이다. 하지만 일광절약시간제를 반대하는 사람들은 이 주장이 근거가 없다고 반박한다. 소위 "일광절약" 기간 동안 냉방수요를 증가시켜 전반적으로 에너지를 낭비하도록 하기 때문이다.  (#에너지 사용에 대한 영향 참조.)
일광절약 시간제는 수면시간을 연중 두 차례나 인위적으로 조정하기 때문에, 교통사고 및 사망 증가, 수면의 질 및 건강의 악화, 인지능력 훼손 및 업무생산성 저하 등 인간행동에 부정적인 영향을 미친다. (#인간행동에 대한 영향 참조.)
일광 절약 시간제는 통상 봄에서 가을까지(3월 중순 ~ 11월 초) 계속되므로 서머 타임의 '서머'(여름)라는 말에는 어폐가 있으나, 영국을 비롯한 유럽 지역에서는 서머 타임이란 말을 더 많이 사용한다.

## 역사
1784년 미국의 벤저민 프랭클린은 여름에 더 일찍 일어남으로써 보다 경제적으로 오전 시간을 이용할 수 있으며, 따라서 밤에는 더 적은 양의 초가 소모될 것이라는 발상을 내었다. 하지만 벤자민 프랭클린은 시계를 조절하자고 주장한 것은 아니었다. 최초로 일광절약시간의 개념이 등장한 것은 1905년에 윌리엄 윌렛에 의해서였다. 그는 야외 활동을 무척 좋아하던 건설업자였는데, 이러한 발상으로 보다 효율적으로 골프를 즐길 수 있을 것이라고 생각했다. 2년 뒤에 그는 이 발상을 출판하고, 발포어와 처칠, 로이드 조지, 에드워드 7세 등의 지원을 받을 수 있었다. 하지만 당시 수상이던 아스퀴스는 반대하였다. 이후 윌렛과 그의 동지들은 1911년부터 1914년까지 계속 이 안건을 상정하였다. 제1차 세계 대전 중에 일광절약시간은 전쟁 중에 연료를 절약하고 공습을 대비하기 위한 목적으로 이용되었다. 한편 영국의 적이었던 독일도 이 발상을 받아들여 유럽 최초로 1916년 4월 30일부터 실시하였다. 영국은 1916년 5월 21일에 처음 실시하였으며, 러시아와 다른 유럽 국가들은 이듬해에 잇따라 시행했다. 오스트레일리아와 캐나다도 따르려 했으나 이들 지역의 농부들에게 이 생각은 그다지 인기가 없었다. 또한 전쟁이 끝나자 많은 나라들이 일광절약시간을 폐지하였다. 미국은 1918년 3월의 마지막 일요일부터 10월의 마지막 일요일까지 일광 절약 시간을 실시하였으나, 1919년 이후에는 의회에서 이를 폐지하였다. 이후 또 한 명의 골프광이었던 우드로 윌슨 대통령이 다시 실시하게 하였다.

## 북미
미국과 캐나다는 2006년까지 각 시간대의 지역시간 기준으로 4월의 첫 일요일 오전 2시에 시작하여 각 시간대의 지역 시간 기준으로 10월의 마지막 일요일 오전 2시에 해제하였으나, CST 지역은 적용되지 않는다. 미국과 캐나다는 2007년부터 일광절약시간제 기간이 늘어나 각 시간대의 지역 시간 기준으로 3월의 두 번째 일요일의 오전 2시에 시작하여 각 시간대의 지역 시간 기준으로 11월 첫 일요일 오전 2시에 해제하도록 바뀌었다. 유럽은 동시에 일괄적으로 바뀌는 데 비해 미국은 시간대별로 바뀌는 시간이 잇달아 일어나는 것이 특징이다. 이러한 변경은 43대 미국의 대통령인 조지 W. 부시 대통령이 2005년에 서명한 에너지 정책법(2005년 8월 8일)에 따른 것이다.
미국과 캐나다에서 이러한 일광 절약 시간제를 따르지 않는 지역도 있다. 하와이주, 미국령 사모아, 괌, 푸에르토리코, 버진 아일랜드, 애리조나주, 인디애나주와 캐나다의 서스캐처원주 등이 그러하다. 그러나 애리조나주 지역에서 나바호족 자치지역은 일광절약시간제를 따르기도 한다. 또한 일광 절약 시간제 때문에 시간을 바꾸어야 하는 미국 사람들에게, 소방서에서는 이때 화재 경보기의 배터리를 교환할 것을 권유하는 시기로 활용하고 있다.
멕시코는 원래 서머 타임을 적용하지 않았으나, 비교적 최근에 적용한 국가이다.

## 남반구
남반구는 북반구 지역의 겨울 동안에 일광 절약 시간제를 시행한다.
호주는 10월의 첫 일요일 오전 2시에 시작하여 다음해 4월의 첫 일요일 오전 3시에 해제한다. 시행 지역은 뉴사우스웨일스 주(NSW), 빅토리아 주(VIC), 사우스 오스트레일리아 주(SA), 테즈메이니아 주(TAS), 오스트레일리아 수도 준주(ACT)이다.
뉴질랜드는 9월의 마지막 일요일 오전 2시에 시작하여 다음해 4월 첫 번째 일요일 오전 3시에 해제한다.

## 폐지된 나라

### 이란
이란은 국가 최대의 명절인 노루즈부터 6개월간 일광 절약 시간제를 적용했다. 매 평년 3월 22일 0시부터 9월 21일 24시까지 적용한다. 다만, 윤년에는 3월 21일 0시부터 9월 20일 24시까지 적용했다. 그러나 2023년부터 이란은 서머타임제를 폐지한다.

### 이집트
이집트는 4월의 마지막 금요일 낮 12시에 시작되어 9월의 마지막 금요일 낮 12시에 해제하였다. 그러나 2011년 4월부터 일광 절약 시간제를 폐지하기로 합의했다. 따라서 이 이후부터 대한민국과 이집트의 시차는 7시간으로 고정된다.

### 러시아
러시아는 UTC로 3월의 마지막 일요일 오전 2시에 시작하여 10월의 마지막 일요일 오전 3시에 해제한다. 하지만 러시아 역시 2011년 3월에 일광 절약 시간제를 적용한 후 이를 해제하지 않기로 합의했다. 따라서 대한민국과 러시아 모스크바의 시차는 6시간으로 고정되었다. 같은 논의가 벨라루스에서도 이루어져 같은 해에 폐지되었다.

### 이라크
이라크는 4월의 첫 번째 토요일 오전 3시에 시작하여 10월의 첫 번째 일요일 오전 4시에 해제한다. 그러나 이 역시도 2007년 이후로 폐지되었다.
이외에도 많은 나라들이 21세기 이후로 폐지하여 2019년 기준으로 북미, 중동 일부 국가와 남반구 일부 지역에서만 실시되고 있다.

### 유럽
중부 유럽지역은 3월 마지막 일요일 오전 1시(GMT 기준)에 시작하여 10월 마지막 일요일 오전 2시에 해제된다. 그렇게 되면 대한민국과 영국, 포르투갈, 아일랜드의 시간차는 8시간으로, 독일, 프랑스, 이탈리아, 스페인 등 대륙 주요국은 7시간으로 줄어든다. 핀란드, 불가리아, 그리스 등과는 시차가 6시간이 된다.
1996년에 유럽 연합 법률은 모든 유럽 연합 국가들이 서머 타임을 적용하도록 강제하였다. 그러나 2018년 9월에 유럽 연합에서 2019년 10월부터 계절성 시간 변화를 폐지하기로 하였다. 2019년 4월까지 여름 시간이나 겨울 시간 중에 어느 시간대를 앞으로 영구적으로 쓸 지 각 회원국들이 개별적으로 결정하도록 하였다.

### 대한민국
대한민국에서는 1948년~1951년, 1955년~1960년, 1987년~1988년에 일광 절약 시간제가 실시되었다. 한편 조선민주주의인민공화국에서는 일광 절약 시간제가 시행된 적이 없다.
대한민국에서는 1955년부터 1960년까지 표준시의 기준 자오선이 동경 127° 30'이었으므로 현재보다 30분 늦은 시간대를 썼기 때문에, 서머 타임 실시 중에는 현재보다 30분을 앞당긴 셈이었다. 그러나 대다수의 국민이 일광 절약 시간제 폐지에 찬성했으므로 1961년 4월 28일에 폐지되었다. 1987년과 1988년의 서머 타임은 서울 올림픽 TV 중계를 위해 실시한 제도로, 시민들의 생활 리듬을 깨고 혼란만 야기시킨다는 비난 여론이 빗발쳐 1989년부터 현재까지 시행되지 않고 있다.
2009년 이명박 대통령 직속 녹색성장위원회에서 일광절약시간제 도입을 추진하기도 했으나, 대한민국은 동경 135° 기준인 UTC+09:00를 쓰기 때문에 이미 연중 30분가량 일광절약시간제가 시행되는 효과가 있다는 반론과 함께, 생활의 불편과 혼란만 야기한다는 반대 여론이 많아 시행되지 않았다.
| 대한민국의 일광 절약 시간제 실시 시기 |
| ------------------------------------- |
| 1948.06.01. 00:00 ~ 1948.09.13. 00:00 |
| 1949.04.03. 00:00 ~ 1949.09.11. 00:00 |
| 1950.04.01. 00:00 ~ 1950.09.10. 00:00 |
| 1951.05.06. 00:00 ~ 1951.09.09. 00:00 |
| 1955.05.05. 00:00 ~ 1955.09.09. 00:00 |
| 1956.05.20. 00:00 ~ 1956.09.30. 00:00 |
| 1957.05.05. 00:00 ~ 1957.09.22. 00:00 |
| 1958.05.04. 00:00 ~ 1958.09.21. 00:00 |
| 1959.05.03. 00:00 ~ 1959.09.20. 00:00 |
| 1960.05.01. 00:00 ~ 1960.09.18. 00:00 |
| 1987.05.10. 02:00 ~ 1987.10.11. 03:00 |
| 1988.05.08. 02:00 ~ 1988.10.09. 03:00 |

### 일본
일본은 연합군 점령 시기인 1948년에 일광절약 시간제가 도입되어 5월 (1949년은 4월) 첫번째 토요일부터 9월 두번째 토요일까지 적용하는 것으로 시행되다가 1951년을 끝으로 폐지하였다.

## 에너지 사용에 대한 영향
일광절약제는 냉난방수요를 유발해 전기사용량을 증가시킨다. 학술지 "경제와 통계 논평(The review of economics and statistics)”  2011년 93권 4호에 실린 논문 "일광절약제도는 에너지를 절약할까? 인디애나의 자연적 실험을 통한 근거(Does daylight saving time save energy? Evidence from a natural experiment in Indiana)”에 따르면, 매년 4~10월에 전기사용량이 더 많다. 전반적으로 0.98%를 더 사용한다. 일광절약제가 실시되는 기간 냉방으로 인한 전기 수요가 증가하기 때문이다.

## 인간행동에 대한 영향
학술지 수면의학평론(Sleep medicine reviews)에 실린 논문 "일광절약제가 수면과 인간행동에 미치는 영향(The impact of daylight saving time on sleep and related behaviors)"은 일광절약제 시행의 영향을 과학적으로 탐구한 연구논문 약 60편을 분석해, 일광절약제가 수면, 교통사고, 사망, 건강, 인지능력, 및 업무생산성 등에 미치는 영향을 한 종합적으로 제시했다.

### 수면
- 시간을 당기는 봄철에는 DST시행후 한 달 간 수면시간이 40분 정도 감소하나, 원상복귀하는 가을에는 수면시간 변화 없음.
- 아침형은 봄철 시간조정에 적응을 잘하는 편이나, 저녁형은 수면의 질이 크게 나빠짐.
- 새롭게 설정된 기상 시간에 적응하는 기간은 5일 정도 소요.

### 교통사고
- 봄철 시간조정 이후 약 2주 동안 대체로 교통사고 발생 7-10% 증가. 다만, 스웨덴 핀란드 등 북구에 위치한 지역에서 실시한 연구에서는 봄철에도 교통사고 증가가 관측되지 않았음. 해가 늦게 뜨는 북구지역은 봄철 시간조정으로 출근시간을 한시간 당겨도 도로의 상황변화가 크지 않았기 때문인 것으로 추론 가능.
- 가을철 시간조정 이후에는 교통사고 발생 변화 없음.

### 사망
- 봄철 시간조정 이후 일주일간 사망률 6.5% 증가. 가을철 시간조정이후에는 사망률에 변화 없음.

### 건강
- 급성심근경색과 뇌졸중 발생 증가
- 자살율에 대해서는 연구결과가 일치하지 않음. 일광절약제 시행과 자살시도와의 상관성을 찾은 연구도 있지만, 상관성을 찾지 못한 연구도 있음.

### 인지능력
- 인디애나주에서는 2006년 이전에는 21%의 지역에서 일광절약시간제를 시행했으나, 2006년 주내의 모든 지역에서 실시하도록 강제했음. 따라서 인디애나 주는 자연스럽게 비슷한 지역의 비슷한 사람을 대상으로 일광절약시간제의 영향을 비교할 수 있는 상황이 조성. 인디애나주 350개 고등학교의 SAT(Scholastic Assessment Test)점수 10년치를 비교한 결과, 일광절약시간제를 시행한 지역 고등학교의 성적이 유의미하게 낮았음. 이는 수면리듬의 혼란이 인지능력을 손상시킬 수 있다는 견해를 뒷받침[15].

### 업무생산성
- 봄철 시간조정 이후 근무시간에 딴짓하는 시간 증가. 봄철 시간조정 직후 월요일의 인터넷 검색기록을 시간조정 직전의 월요일의 검색기록과 비교했을 때, 일과 관련이 없는 오락과 관련된 내용 검색이 유의미하게 많았음. 논문 저자는 이를 수면시간 감소에 따른 자아조절 능력의 상실로 해석[16].

## 기타 비판
이외에도 일광절약시간제는 다음과 같은 이유로 비판받고 있다.
1. 전 세계의 컴퓨터 시간을 바꾸는 데 엄청난 시간을 소모하고 혼란을 일으킨다. 이는 실시하고 있지 않은 지역에서도 마찬가지로 발생하며, 전 세계 수많은 컴퓨터의 작동 시간이 이에 소요되고 있으며, 국제 간 연락에도 영향을 미치고 있다.
2. 여러 시간대(특히 일광절약시간제를 쓰지 않는 시간대와 쓰는 시간대)를 오가는 사람들에게 혼란을 일으킬 수 있다.
3. 해마다 두 차례씩 시간을 맞추어야 하니 번거롭다.
4. 일광 절약 시간제는 전 세계적으로 쓰이지 않는다.
5. 한 시간이 중복되는 경우가 생긴다.
6. 학생과 직장인은 일광절약시간제의 시작과 끝에는 해가 뜨지도 않았는데 등교/출근해야 하는 경우가 생긴다.
7. 농부들은 시간에 관계 없이 해가 뜨면 일어나야 한다. 그리고 젖소의 젖이 나오는 때는 시계가 가리키는 시간에 관계없이 일정하다.